# Louis Feuillade
Louis Feuillade (ur. 19 lutego 1873 w Lunel, zm. 26 lutego 1925 w Nicei) – francuski reżyser i scenarzysta epoki kina niemego.
Karierę zaczynał jako dziennikarz. W roku 1905 przedstawił kilka swoich scenariuszy w wytwórni Gaumont. Tam poznał Alice Guy-Blaché, pierwszą reżyserkę w historii kina, której asystował przy kilku filmach, dzisiaj zaginionych. Wkrótce zaczął reżyserować samodzielnie, pisząc też dla siebie scenariusze. Kiedy Alice Guy-Blaché wyjeżdżała do Stanów Zjednoczonych, poleciła Feuillade'a na stanowisko dyrektora artystycznego wytwórni. W ciągu 20 lat zrealizował prawie 800 filmów krótko- i średniometrażowych, z których 2/3 uchodzi za zaginione. Łączył rygor dokumentalisty typowy dla braci Lumière (filmował na przykład korridy, których był gorącym entuzjastą) z polotem swojego głównego konkurenta, Georges'a Mélièsa. Ma w dorobku dzieła różnych gatunków: burleskę, melodramat, filmy fantastyczne, społeczne i historyczne. 
Feuillade był jednym z pierwszych twórców, którzy wprowadzili do kin serie filmów z tym samym bohaterem. Poszczególne odcinki wyświetlane były najczęściej w odstępach tygodniowych. Od roku 1910 pracował nad cyklem filmów religijnych i historycznych (Pater, Siedem grzechów głównych – Les Sept Péchés Capitaux), które jednak nie odniosły spodziewanego sukcesu. Wtedy przygotował serię historii obyczajowych Takie jest życie, która cieszyła się wielkim powodzeniem. Był również autorem serii komediowych z chłopcami: Bébé (77 filmów w latach 1911-1913) i Bout de Zan (52 filmy w latach 1912-1916). W roku 1913 przeniósł na ekran popularną powieść w odcinkach Marcela Allaina i Pierre'a Souvestre'a Fantômas. W ekranizacji wystąpili René Navarre w roli tytułowej oraz Georges Melchior jako dziennikarz Fandor i Edmond Bréon jako inspektor Juve. Frekwencja przerosła najśmielsze oczekiwania realizatorów, więc już w roku 1915 wprowadzono do kin dziesięcioczęściowe Wampiry z Musidorą jako Irmą Vep, wcieleniem zła. Film był na tyle sugestywny, że po premierze jednego z odcinków prefekt paryskiej policji domagał się wstrzymania na jakiś czas projekcji serialu, twierdząc, że ośmiesza on pracę funkcjonariuszy. Seria ta, wychwalana zwłaszcza przez surrealistów, uchodzi za apogeum twórczości Feuillade'a. Dla odmiany w dwunastoodcinkowym serialu Judex i jego kontynuacji Nowa misja Judexa bohaterem jest postać pozytywna walcząca z przestępcami. 
Wraz z nastaniem kina dźwiękowego filmy Feuillade'a popadły w zapomnienie. Widzowie przypomnieli sobie o nich dopiero w latach 60. XX w., głównie dzięki komediom sensacyjnym André Hunebelle'a i pastiszowi Georges'a Franju oraz dzięki działalności Alaina Resnais'go, François Truffauta i Jeana-Luca Godarda.

## Główne dzieła

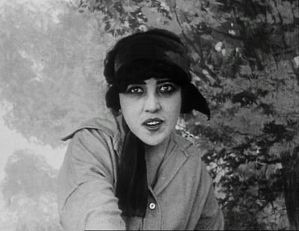
Musidora jako Irma Vep w Wampirach

- Opowiadanie pułkownika (Le récit du colonel), 1907
- Wiosna (Le printemps), 1909
- Panna wodna (La fée des grèves), 1909
- Chrześcijanie rzuceni lwom na pożarcie (Aux lions les chrétiens !), 1910
- Rzymska orgia (L'orgie romaine), 1911
- Tragiczny błąd (Erreur tragique), 1912
- Upadek Bizancjum (L'agonie de Byzance), 1913
- Takie jest życie (La vie telle qu'elle est), 1911–1913, m.in.:
  - Dzielni ludzie (Les braves gens)
  - Losy matek (Le destin des mères)
  - Skaza (La tare)
  - Karzeł (Le nain)
  - Most nad przepaścią (Le pont sur l'abîme)
- Fantomas (Fantômas), 1913-1914
  - Fantomas w cieniu gilotyny (Fantômas à l'ombre de la guillotine)
  - Juve przeciwko Fantomasowi (Fantômas contre Juve)
  - Umarły, który zabija (Le mort qui tue)
  - Fantomas przeciwko Fantomasowi (Fantômas contre Fantômas)
  - Fałszywy urzędnik (Le faux magistrat)
- Wampiry (Les Vampires), 1915-1916
  - Obcięta głowa (La tête coupée)
  - Zabójczy pierścień (La bague qui tue)
  - Czerwony kryptogram (Le cryptogramme rouge)
  - Widmo (Le spectre)
  - Ucieczka zmarłego (L'évasion du mort)
  - Niezwykłe oczy (Les yeux qui fascinent)
  - Satanas
  - Władca piorunów (Le maître de la foudre)
  - Truciciel (L'homme des poisons)
  - Krwawe zaślubiny (Les noces sanglantes)
- Judex, 1916-1917
- Nowa misja Judexa (La nouvelle mission de Judex), 1918
- Paryski urwis (Le gamin de Paris), 1923